# Palácio das Laranjeiras
O Palácio das Laranjeiras é um palácio designado como residência oficial do Governador do estado do Rio de Janeiro. Localiza-se no bairro de Laranjeiras, na cidade do Rio de Janeiro. Encontra-se tombado pelo Instituto do Patrimônio Histórico e Artístico Nacional (IPHAN) e pelo Instituto Estadual do Patrimônio Cultural do Rio de Janeiro (INEPAC).

## História
O terreno onde hoje se ergue o edifício era, nos fins do século XIX, propriedade do Conde de Sebastião de Pinho, aristocrata português, estabelecido no Rio de Janeiro e considerado o maior de todos os especuladores da Crise do Encilhamento. Na propriedade, situava-se um palacete pertencente ao conde que foi demolido para dar lugar ao atual palácio.
Entre 1909 e 1914, foi construído o atual palácio segundo projeto do arquiteto Armando Carlos da Silva Telles para ser residência do empreiteiro e industrial Eduardo Guinle. Visando se distanciar de sua origem modesta e sem tradição, o filho primogênito de Eduardo Palassin Guinle optou pela opulência: estima-se que o palácio tenha custado o equivalente a 24 milhões de dólares. Embora se beneficiassem da proximidade do poder, os Guinle sofreram um revés em seus negócios na década de 1940, e a viúva de Eduardo, Branca Guinle, aceitou uma proposta irrecusável do governo federal, vendendo a propriedade por 27,5 milhões de cruzeiros, quantia suficiente para comprar uma centena de apartamentos de classe média na Zona Sul do Rio de Janeiro. Em 1947, passou à administração federal, tendo sido utilizado como residência oficial da presidência por Juscelino Kubitschek (1956-1961), que não quis permanecer no Palácio do Catete após o suicídio de Getúlio Vargas (1954). Com a conclusão do Palácio da Alvorada, inaugurado em 1960 em Brasília, Kubitschek deixou o palácio.

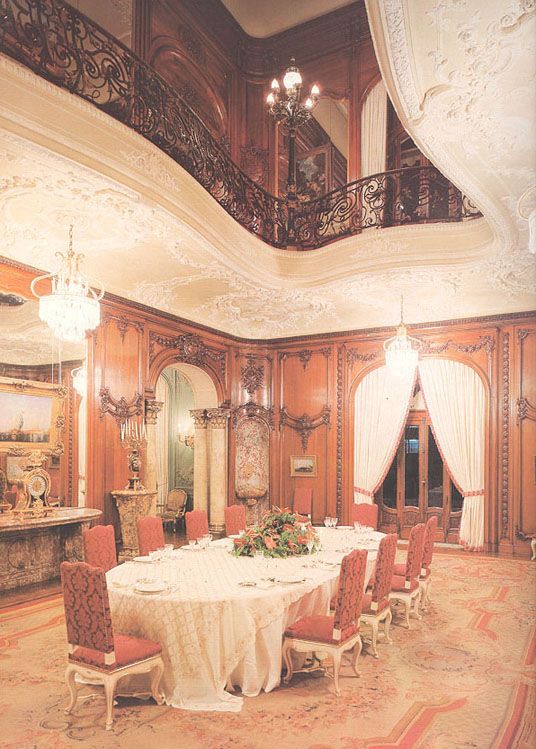
Sala de jantar do palácio.

Foi doado pela União ao Estado do Rio de Janeiro em 1974. Desde então, foi utilizado como residência do presidente da República durante suas visitas ao Rio de Janeiro e para recepções diplomáticas. Entretanto, nesse meio tempo, diversos governadores fluminenses preferiram utilizar a residência da Gávea Pequena. Dentre os seus visitantes ilustres, destacam-se os ex-presidentes Charles de Gaulle, da França, Harry Truman, dos Estados Unidos, Manuel A. Odría do Peru, Anastasio Somoza García da Nicarágua e o Papa João Paulo II.
Em 2001, o palácio foi objeto de ampla campanha de restauração envolvendo restauradores, historiadores, museólogos e pesquisadores, que lhe procederam a recuperação de pinturas, pisos e móveis. Ao final dessa intervenção, o governo do estado abriu as portas do palácio para visitas guiadas por estudantes de história da Universidade do Estado do Rio de Janeiro. Atualmente, porém, o palácio não está aberto a visitação.
O acervo do palácio compreende pinturas de Frans Post, uma réplica do piano que pertenceu à rainha Maria Antonieta da França, mosaicos de mármore e de cerâmica com aplicações de ouro 24 quilates, esculturas e mobiliário fino.
Ali ocorreu, no dia 13 de dezembro de 1968, presidida pelo Marechal Arthur da Costa e Silva, a reunião onde foi aprovado pelo Conselho de Segurança Nacional o Ato Institucional Nº 5 (AI-5).